# Dendronotoidea
Super-famille
Synonymes
- voir paragraphe #Synonymes

Les Dendronotoidea sont une super-famille de mollusques nudibranches.

## Synonymes
- Dendronotina[1]
- Dendronotoidea Allman, 1845[1]
- Dendronotida[2]
- Dendronotina Odhner, 1934[2]
- super-famille Tritonioidea (préféré par BioLib)[1]

## Liste des familles
Selon World Register of Marine Species (29 septembre 2021) :
- famille des Bornellidae Bergh, 1874 -- 1 genre
- famille des Dendronotidae Allman, 1845 -- 3 genres
- famille des Dotidae Gray, 1853 -- 4 genres
- famille des Hancockiidae MacFarland, 1923 -- 1 genre
- famille des Lomanotidae Bergh, 1890 -- 1 genre
- famille des Phylliroidae Menke, 1830 -- 2 genres
- famille des Scyllaeidae Alder & Hancock, 1855 -- 3 genres
- famille des Tethydidae Rafinesque, 1815 -- 2 genres

## Galerie

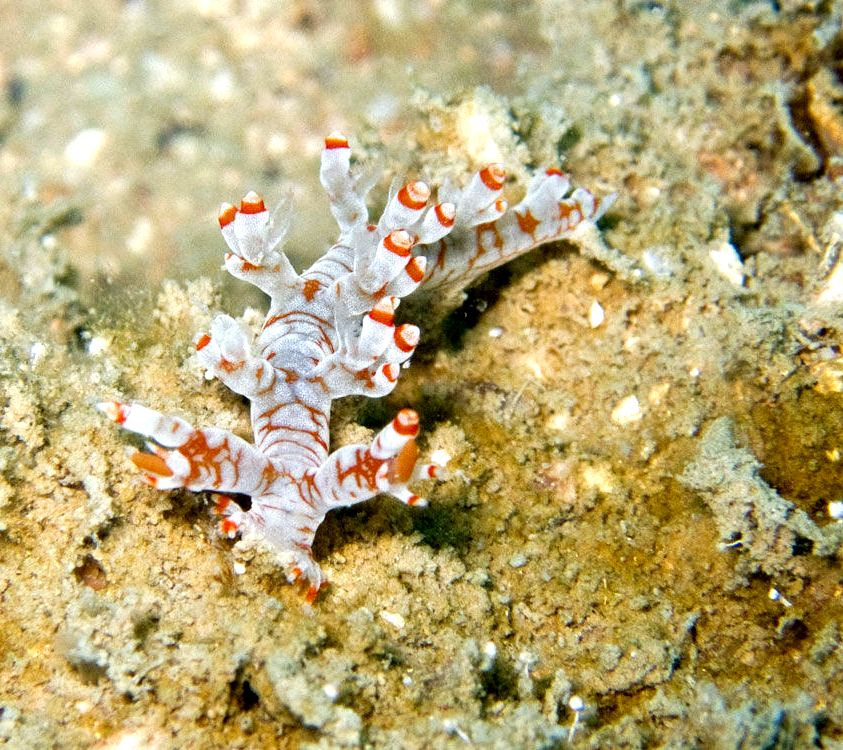
Bornella stellifer (Bornellidae).
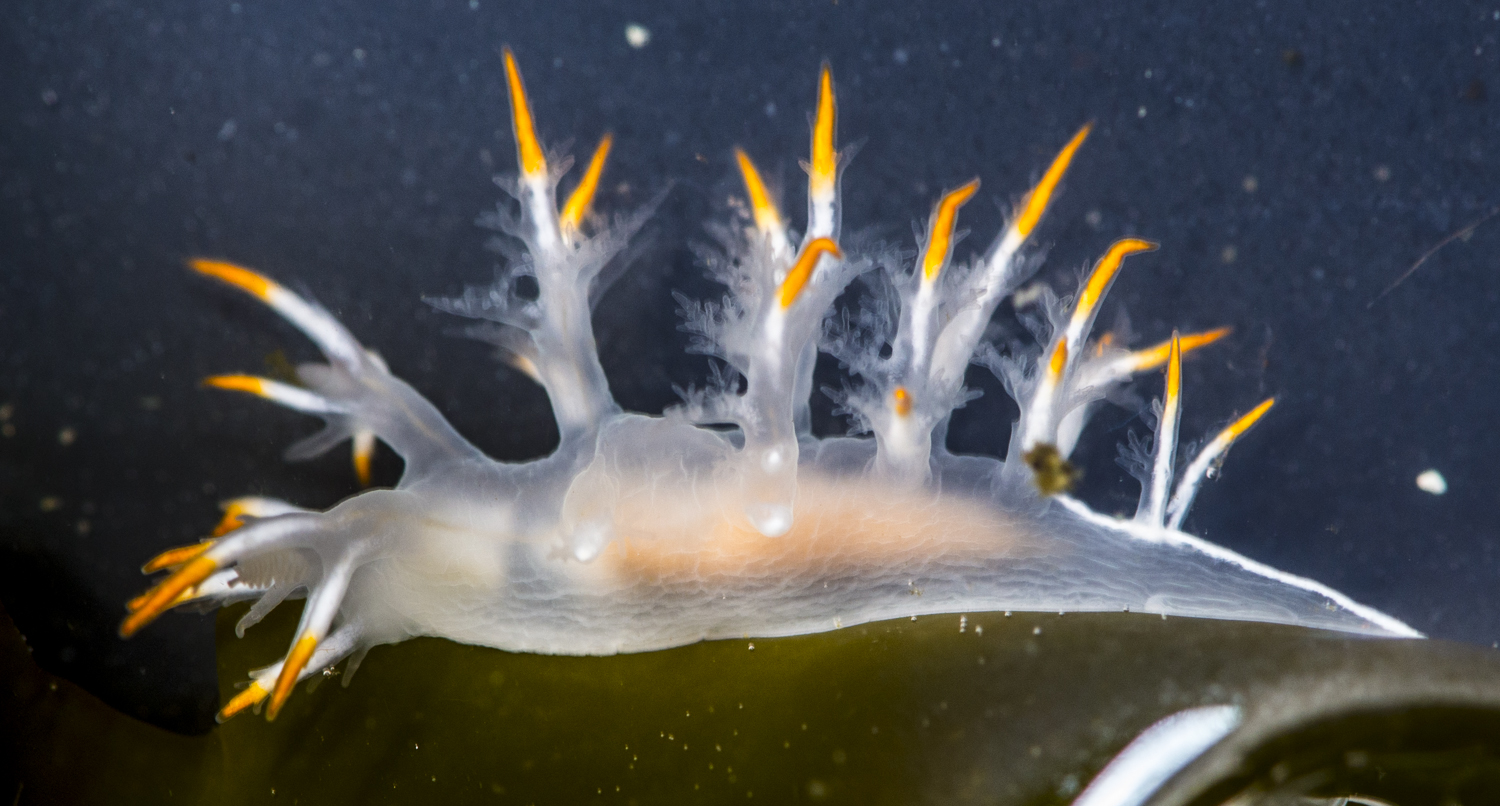
Dendronotus albus (Dendronotidae).
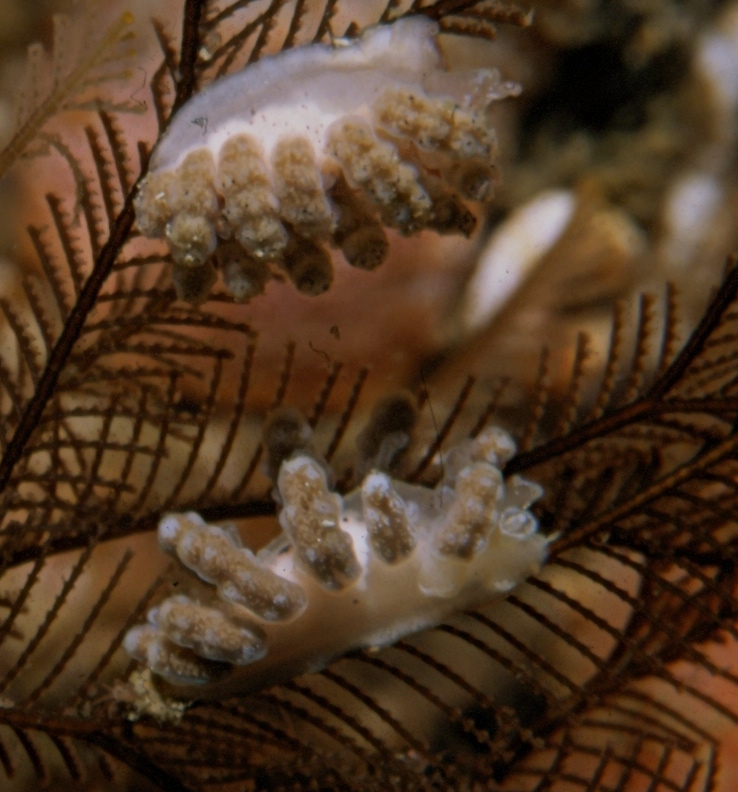
Doto pinnatifida (Dotidae).
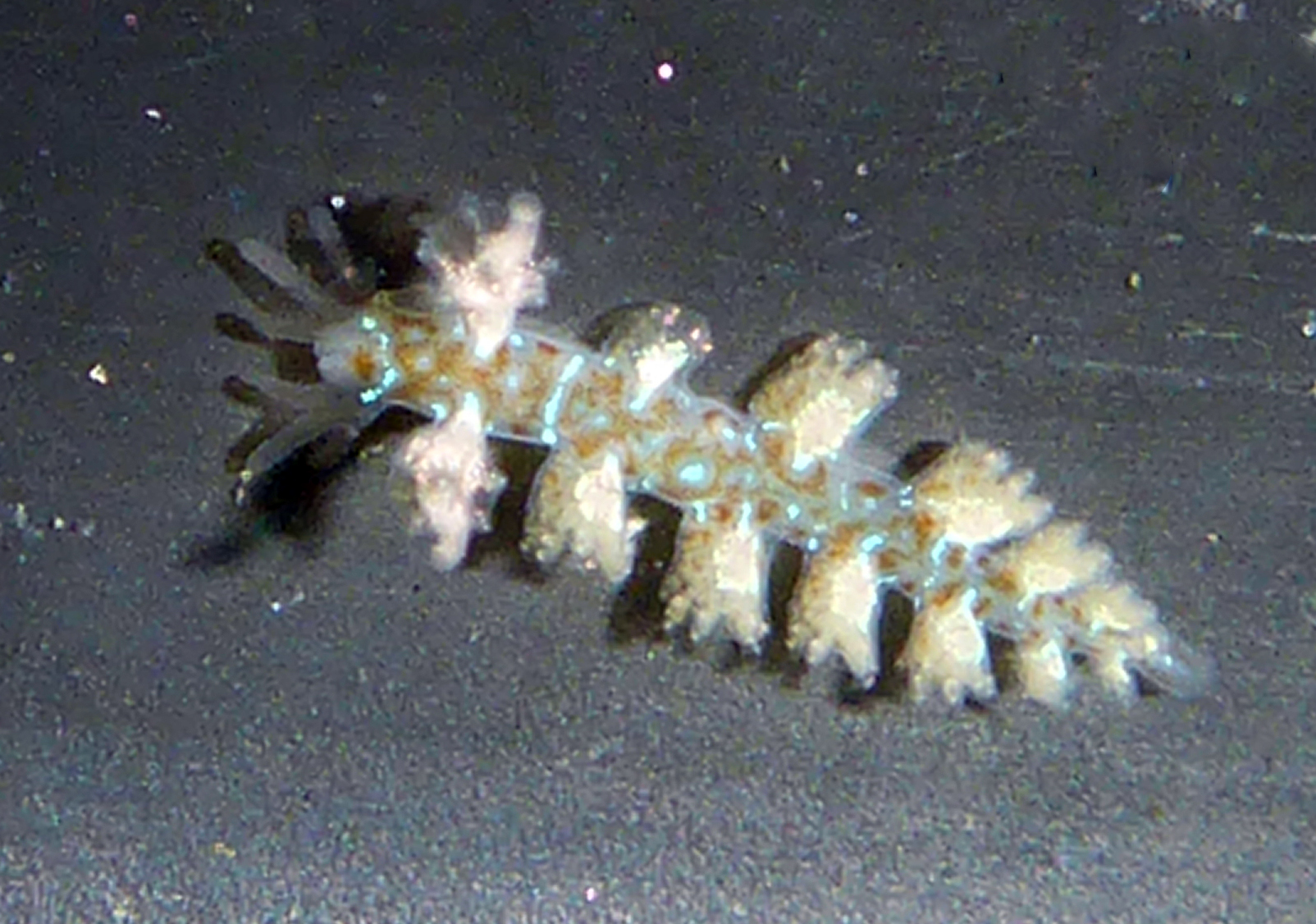
Hancockia californica (Hancockiidae).
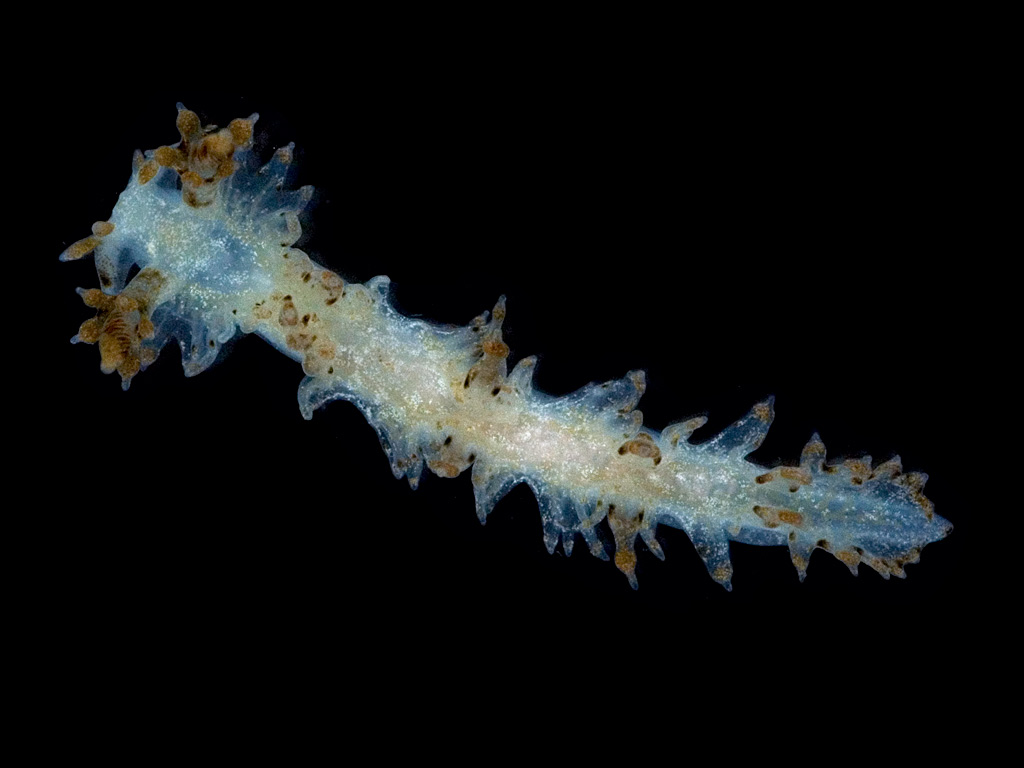
Lomanotus marmoratus (Lomanotidae).

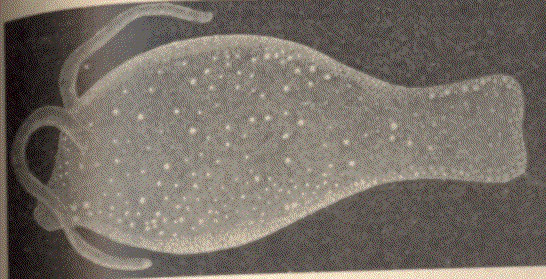
Phylirhoe bucephala (Phylliroidae).
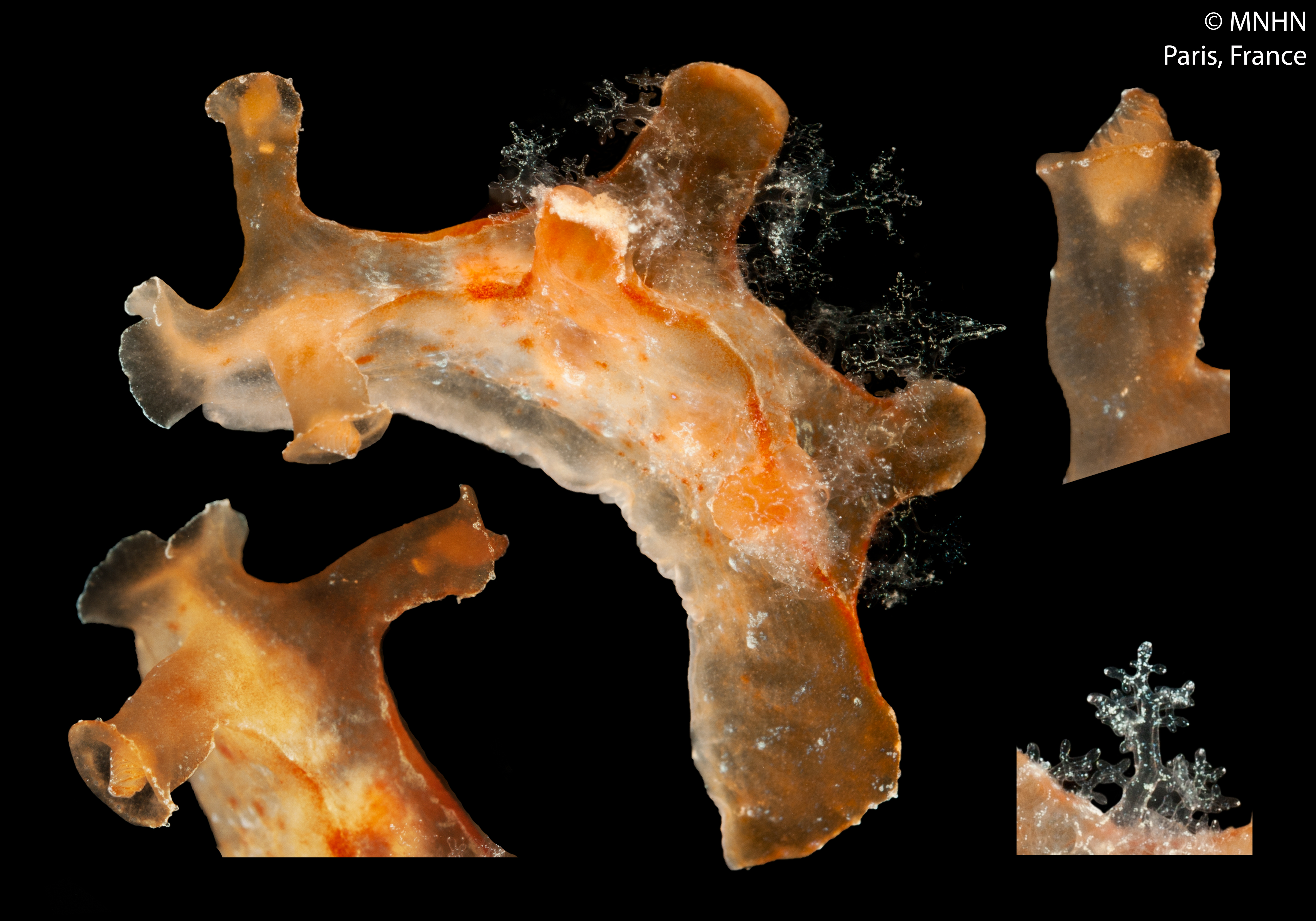
Notobryon caribbaeum (Scyllaeidae).
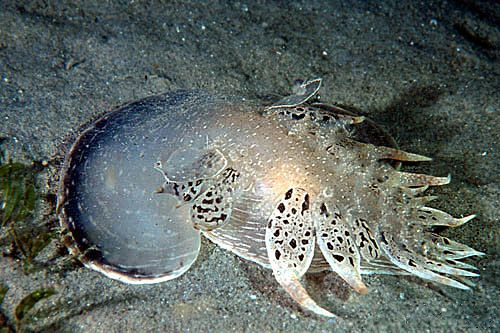
Tethys fimbria (Tethydidae).